# 16 Brygada Artylerii (II RP)
16 Brygada Artylerii (16 BA) – brygada artylerii Wojska Polskiego II RP.
Brygada sformowana została w marcu 1920 r. jako organiczna jednostka artylerii 16 Pomorskiej Dywizji Piechoty.

## Organizacja w 1920
- Dowództwo
  - dowódca - płk art. Karol Olbracht Habsburg (p.o. od 1.V.1920)
  - dowódca - płk art. Czesław Bzowski (od 14.X.1920  )[1]
- 16 Pomorski pułk artylerii polowej - kpt./mjr Emil Przedrzymirski-Krukowicz (od 1 V 1920)
- 16 Pułk Artylerii Ciężkiej, przemianowany później z powodu braku sprzętu na 16 dywizjon artylerii ciężkiej
  - dowódca I/16 pac - kpt. art. Mirosław Brodziński